# Governo di guerra
Un governo di guerra è un comitato formato da un governo in tempo di guerra per condurre quella guerra in modo efficiente ed efficace. Di solito è un sottoinsieme dell'intero governo esecutivo dei ministri, sebbene sia abbastanza comune che un gabinetto di guerra abbia alti ufficiali militari e membri dell'opposizione.

## Regno Unito

### Prima guerra mondiale

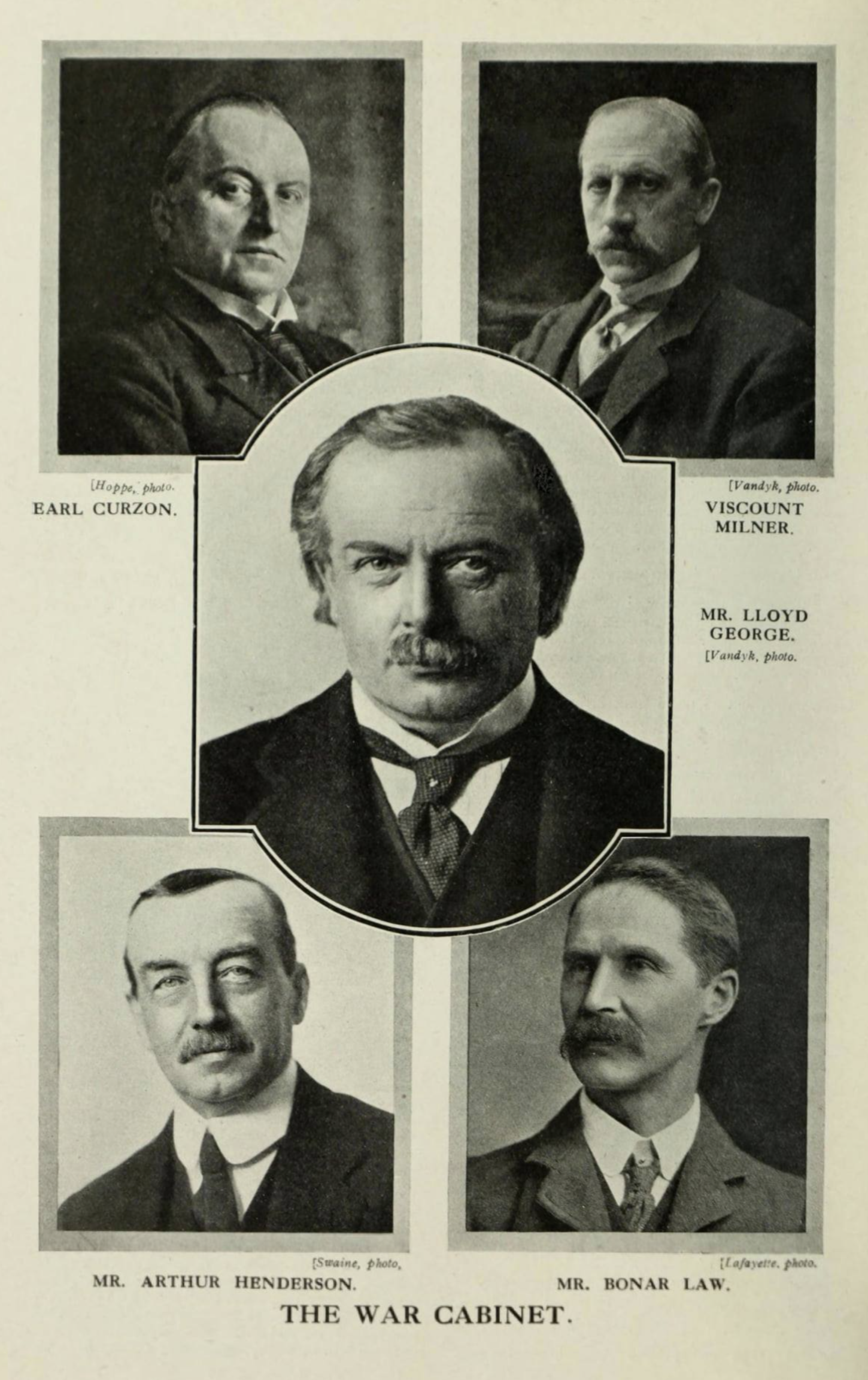
Il governo di guerra del primo ministro Lloyd George, 1916

#### Il governo di guerra britannico
Prima della prima guerra mondiale, gli inglesi avevano il Comitato di difesa imperiale. Durante la prima guerra mondiale divenne comitato di guerra.
Durante la prima guerra mondiale, le lunghe discussioni di governo vennero viste come una fonte di esitazione nello sforzo bellico della Gran Bretagna.
Il numero dei ministeri di governo crebbe nel corso del XIX secolo. A seguito dell'insoddisfazione per la condotta della guerra di Crimea, Disraeli propose che il numero dei membri del governo non superasse mai i 10 (ne aveva 12 all'epoca). Tuttavia, ciò non accadde e il numero dei ministeri continuò a crescere: 15 nel 1859, 21 nel 1914 e 23 nel 1916. Nonostante i discorsi sui "circoli interni" all'interno dell'amministrazione Asquith, tutti i comitati riferivano ai 23 ministri di governo, le cui priorità erano di natura diversa e che avevano l'ultima parola sulla formazione della politica di guerra per i primi due anni della prima guerra mondiale. Questa disposizione ingombrante non poteva reggere; era necessario un modo più efficiente per proseguire la guerra.
Nel dicembre 1916 venne proposto che il primo ministro H. H. Asquith avrebbe dovuto delegare il processo decisionale a un piccolo comitato di tre uomini presieduto dal segretario di Stato per la Guerra, David Lloyd George. Asquith inizialmente acconsentì (a condizione che il comitato gli facesse rapporto e che conservasse il diritto di partecipare se lo desiderava) prima di cambiare idea dopo essersi infuriato per una notizia su The Times che descriveva la modifica proposta come una sconfitta per lui. La crisi politica crebbe da questo punto fino a quando Asquith venne costretto a dimettersi da primo ministro; gli successe David Lloyd George, che quindi formò un piccolo governo di guerra. I membri originari del governo di guerra erano:
- David Lloyd George
- Lord Curzon di Kedleston (Lord presidente del Consiglio)
- Bonar Law (Cancelliere dello Scacchiere)
- Arthur Henderson (dicembre 1916 - agosto 1917)
- Alfred, Lord Milner (dicembre 1916 – aprile 1918)

Lloyd George, Curzon e Bonar Law servirono per tutta la vita del governo di guerra. I membri successivi includevano:
- Jan Smuts (giugno 1917 - gennaio 1919)
- George Barnes (maggio 1917 – gennaio 1919)
- Edward Carson (luglio 1917 - gennaio 1918)
- Austen Chamberlain (aprile 1918 - ottobre 1919)
- Sir Eric Geddes (gennaio 1919 - ottobre 1919)

A differenza di un normale governo in tempo di pace, pochi di questi uomini avevano responsabilità dipartimentali: Bonar Law, e poi Chamberlain, servirono come cancellieri dello Scacchiere, ma il resto non aveva un portafoglio specifico. Il titolo di "ministro senza portafoglio" era importante. Consentì la devozione totale ai doveri di guerra, senza la distrazione delle responsabilità del governo civile. Tra gli altri, il ministro degli Esteri, Arthur Balfour, non fu mai membro del governo di guerra, né lo furono i ministri del servizio Lord Derby (esercito) e Sir Edward Carson (marina). Quest'ultimo si unì, ma solo dopo aver lasciato l'Ammiragliato. Ogni volta che queste specialità erano necessarie al governo di guerra, venivano convocate. Il funzionamento del governo di guerra è meglio riassunto da Lord Hutchison durante un dibattito parlamentare tenutosi il ''14 marzo 1934''.
Nonostante la sua efficienza, l'8 giugno 1917, su sollecitazione di Lord Milner, divenne necessario formare un Comitato per la politica di guerra all'interno del Governo di guerra per coordinare la strategia di guerra. I suoi membri includevano Lloyd George, Lord Milner, Lord Curzon, Jan Smuts e Maurice Hankey. Dopo il suo trasferimento dal Governo di Guerra al Ministero della Guerra come segretario di Stato per la guerra nell'aprile 1918, venne creato il Comitato X, in modo che Lord Milner potesse incontrare il primo ministro prima delle sessioni del governo di guerra per continuare i colloqui.
In precedenza, tutti i membri del governo venivano pagati in base al loro status di governo. Con la creazione di ministri senza portafoglio, venne suggerito che queste posizioni non fossero retribuite. In effetti, Lord Lansdowne, un milionario, mentre era un membro senza portafoglio nel governo del primo ministro Asquith, non riceveva alcuna paga. Il dibattito, che ebbe luogo alla Camera dei Comuni il 13 febbraio 1917, venne deciso a favore del nuovo governo. Vennero effettuati stanziamenti per £ 5.000 all'anno (£ 350.000 nel 2020).
Il governo di guerra britannico segnò la prima volta che vennero registrati verbali di riunioni ufficiali. Questa innovazione stabilì la tendenza per tutti gli importanti incontri aziendali e governativi da allora.
Con la fine della guerra mondiale e i due principali trattati di pace firmati con la Germania e l'Austria-Ungheria, Lloyd George decise d'interrompere il Governo di Guerra. La sua ultima riunione si tenne il 27 ottobre 1919.

#### Il governo di guerra imperiale

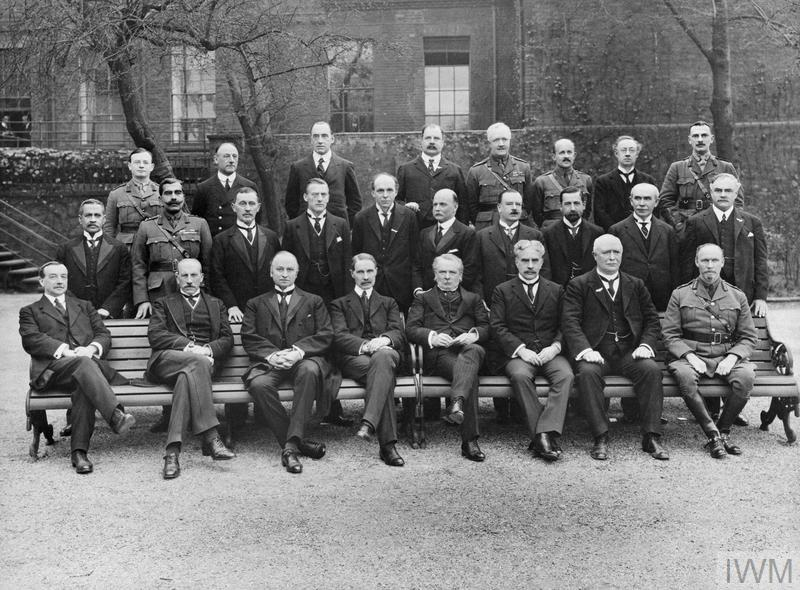
Governo di guerra imperiale, 22 marzo 1917

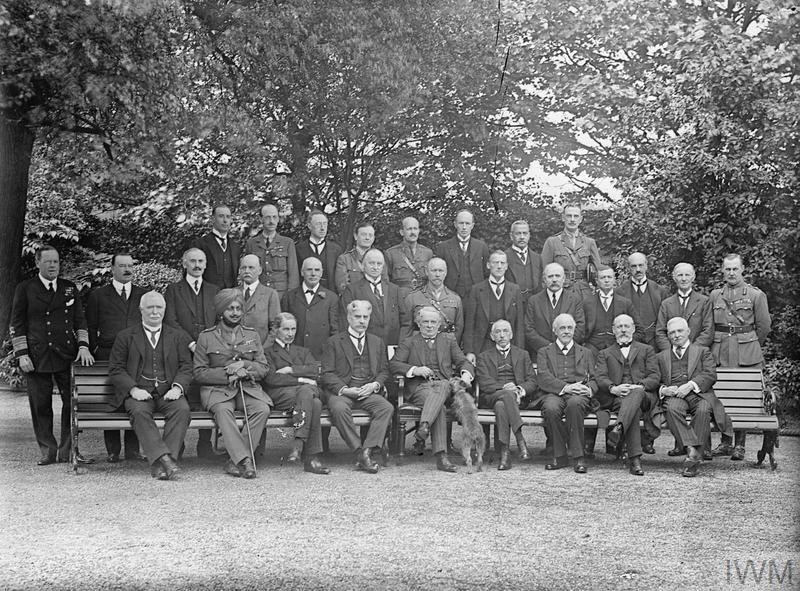
Governo di guerra imperiale, giugno 1918

Le origini di un governo di guerra imperiale risalgono all'inizio del governo di Lloyd George e al modo corretto di rispondere alle offerte di pace dalla Germania. La prima menzione di una conferenza nel Governo di guerra avvenne il 18 dicembre 1916. A gennaio vennero spediti gli inviti e nella primavera del 1917 venne formato il governo di guerra imperiale. Vennero anche stabiliti obiettivi per rafforzare la federazione imperiale elevando lo status dei Dominion e dell'India a un livello di parità con quello dell'Inghilterra nel coordinamento della strategia di guerra. Il governo di guerra imperiale si riunì in tre sessioni: da marzo a maggio 1917, da giugno ad agosto 1918 , e da agosto a dicembre 1918. L'ultima sessione venne improvvisata. Ciò avvenne a causa dei successi degli Alleati sul campo di battaglia e del desiderio dei partner dei dominion di tenersi al passo con gli eventi. I suoi membri originali erano:
- Arthur Henderson (governo di guerra britannico)
- Lord Alfred Milner (governo di guerra britannico)
- George Curzon (governo di guerra britannico)
- Bonar Law (governo di guerra britannico e futuro primo ministro)
- Lloyd George (governo di guerra britannico e primo ministro della Gran Bretagna)
- Robert Borden (primo ministro del Canada)
- W.F. Massey (primo ministro della Nuova Zelanda)
- Jan Smuts (ministro della Difesa, Sudafrica)
- S.P. Sinha (rappresentante del Bengala)
- Maharaja di Bikanir (re dell'India (settentrionale))
- James Meston (assistente del segretario di Stato per l'India, Gran Bretagna)
- Austen Chamberlain (segretario di Stato per l'India, Gran Bretagna)
- Robert Cecil (ministro del Blocco, Gran Bretagna)
- Walter Long (segretario di Stato per le Colonie, Gran Bretagna)
- Joseph Ward (ministro delle Finanze della Nuova Zelanda)
- George Perley (ministro della Guerra d'Oltremare del Canada)
- Robert Rogers (ministro dei Lavori Pubblici, Canada)
- J.D. Hazen (ministro della Marina, Canada)
- Leopold Amery (assistente segretario dalla Gran Bretagna)
- Ammiraglio Jellicoe (Primo lord del mare, Gran Bretagna)
- Edward Carson (Primo lord dell'Ammiragliato (capo civile della Marina), Gran Bretagna)
- Lord Derby (segretario di Stato per la Guerra, Gran Bretagna)
- Generale Maurice (direttore delle operazioni militari, Gran Bretagna)
- Maurice Hankey (assistente segretario dalla Gran Bretagna)
- Henry Lambert (ufficio coloniale, dalla Gran Bretagna)
- Maggiore Lancelot Storr (assistente segretario dalla Gran Bretagna)

Per rafforzare i legami tra i paesi, la stesura di una costituzione imperiale era una priorità significativa nel 1917. Tuttavia, i delegati rinviarono la questione a dopo la guerra e non se ne occuparono.
I verbali delle riunioni del Governo di Guerra Imperiale si tengono presso gli Archivi Nazionali (Kew).

### Seconda guerra mondiale
La Germania invase la Polonia all'inizio del 1º settembre 1939 e, dopo un andirivieni con il ministro degli Esteri francese Georges Bonnet, venne presentato un ultimatum ai tedeschi e allo scadere venne dichiarata guerra alle ore 11 del 3 settembre 1939.

#### Il governo di guerra Chamberlain
Il 3 settembre 1939, Neville Chamberlain annunciò il suo governo di guerra.
- Primo Ministro: Neville Chamberlain (Con)
- Lord del sigillo privato: Sir Samuel Hoare (Con)
- Cancelliere dello Scacchiere: Sir John Simon (Lib. Naz.)
- Segretario agli esteri: Visconte Halifax (Con)
- Segretario di Stato per la guerra: Leslie Hore-Belisha (Lib. Naz.)
- Segretario di Stato per l'aeronautica: Sir Kingsley Wood (Con)
- Primo lord dell'Ammiragliato: Winston Churchill (Con)
- Ministro per il Coordinamento della Difesa: Lord Chatfield (Naz.)
- Ministro senza Portafoglio: Lord Hankey (Naz.)

Dominato in gran parte dai ministri conservatori che prestarono servizio sotto il governo nazionale di Chamberlain tra il 1937 e il 1939, le aggiunte di Lord Hankey (un ex segretario di governo della prima guerra mondiale) e Winston Churchill (forte anti-pacificatore) sembravano dare al governo più equilibrio. A differenza del governo di guerra Lloyd George, i membri di questo erano anche capi di dipartimenti governativi.
Nel gennaio 1940, dopo disaccordi con i capi di stato maggiore, Hore-Belisha si dimise dal governo nazionale, rifiutando di trasferirsi alla carica di presidente del Board of Trade. Gli successe Oliver Stanley.
In origine era pratica per i capi di stato maggiore partecipare a tutte le discussioni militari del Governo di guerra Chamberlain. Churchill si sentì a disagio per questo, poiché sentiva che quando partecipavano non limitavano i loro commenti a questioni puramente militari. Per ovviare a ciò, venne istituito un Comitato di coordinamento militare, composto dai tre ministri del servizio normalmente presieduti da Lord Chatfield. Costui, insieme ai capi del servizio, avrebbe coordinato le idee strategiche di "cilindri" e "pezzi grossi" e avrebbe concordato proposte strategiche da presentare al Governo di guerra. Sfortunatamente, tranne quando presieduto dal primo ministro, il Comitato di coordinamento militare non aveva l'autorità sufficiente per scavalcare un ministro che "combatteva il suo angolo". Quando Churchill subentrò a Chatfield, pur continuando a rappresentare l'Ammiragliato, ciò introdusse ulteriori problemi e fece poco per migliorare quelli preesistenti. Chamberlain annunciò un ulteriore cambiamento negli accordi nel dibattito sulla Norvegia, ma questo (e il Comitato di coordinamento militare) venne superato dagli eventi, poiché il Governo di guerra Churchill era gestito su principi piuttosto diversi.

#### Il governo di guerra Churchill
Quando divenne primo ministro durante la seconda guerra mondiale, Winston Churchill formò un governo di guerra, inizialmente composto dai seguenti membri:
- Primo ministro e ministro della Difesa: Winston Churchill (conservatore)
- Lord presidente del consiglio: Neville Chamberlain (conservatore)
- Lord del sigillo privato: Clement Attlee (laburista)
- Ministro degli esteri: Lord Halifax (conservatore)
- Ministro senza portafoglio: Arthur Greenwood (laburista)

Churchill credeva fermamente che il governo di guerra dovesse essere limitato a un numero relativamente piccolo di individui per consentire un'esecuzione efficiente dello sforzo bellico. Anche così, c'erano un certo numero di ministri che, sebbene non fossero membri del governo di guerra, erano "presidenti costanti". Poiché il governo di guerra esaminava le questioni che riguardavano una determinata branca del servizio o del governo, il dovuto contributo veniva ottenuto dal rispettivo corpo.
Il governo di guerra subì una serie di modifiche nella composizione nei cinque anni successivi. Il 19 febbraio 1942 Churchill annunciò un governo di guerra ricostruito composto dai seguenti membri:
- Primo ministro e ministro della difesa Winston Churchill (conservatore)
- Vice primo ministro e segretario di Stato per gli affari dei dominion: Clement Attlee (laburista)
- Lord del sigillo privato e Leader della Camera dei Comuni: Sir Stafford Cripps (laburista)
- Lord presidente del Consiglio: John Anderson (nazionale)
- Segretario agli esteri: Anthony Eden (conservatore)
- Ministro della produzione: Oliver Lyttelton (conservatore)
- Ministro del lavoro: Ernest Bevin (laburista)

Questo governo di guerra era coerente con il punto di vista di Churchill secondo cui i membri dovevano anche ricoprire "incarichi responsabili e non semplici consiglieri in generale con nient'altro da fare se non pensare, parlare e prendere decisioni mediante compromesso o maggioranza". Il governo di guerra si riuniva spesso all'interno delle stanze di guerra del governo, in particolare durante il Blitz di Londra.

### Guerra delle Falkland
- Primo ministro – Margaret Thatcher
- Vice primo ministro e Segretario agli interni – Willie Whitelaw
- Segretario di Stato per gli affari esteri e del Commonwealth – Francis Pym
- Segretario di Stato per la difesa – John Nott
- Cancelliere del Ducato di Lancaster – Cecil Parkinson
- Capo di stato maggiore della difesa – Ammiraglio Lewin
- Procuratore Generale – Michael Havers

La Thatcher scelse di non includere alcuna rappresentazione del Tesoro di Sua Maestà su consiglio dell'ex primo ministro Harold Macmillan (che era stato ministro britannico residente nel teatro del Mediterraneo durante la seconda metà della seconda guerra mondiale), poiché la sicurezza, la difesa delle forze armate e lo sforzo bellico non avrebbero dovuto essere compromessi per motivi finanziari.

### Guerra del Golfo
- Primo ministro – John Major
- Segretario di Stato per gli affari esteri e del Commonwealth – Douglas Hurd
- Segretario di Stato per la difesa – Tom King
- Cancelliere dello Scacchiere – Norman Lamont
- Capo di stato maggiore della difesa – Maresciallo della RAF Sir David Craig

## Australia

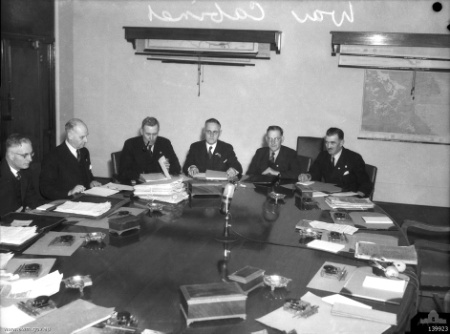
Riunione del Gabinetto di Guerra a Melbourne nel 1943. Da sinistra a destra: John Curtin, Sir Frederick Sheddon, Ben Chifley, 'Doc' Evatt, Norm Makin, Arthur Drakeford

Alla Conferenza imperiale a Londra nel 1937, il governo australiano aveva accettato di formare un governo di guerra allo scoppio della guerra. Il governo al completo approvò la formazione del governo di guerra il 26 settembre 1939. Dato che né il Partito della Nazione di Earle Page né il Partito Laburista Australiano di John Curtin si sarebbero uniti a un governo di coalizione con lo United Australia Party di Menzies, il governo di guerra era inizialmente composto da:
- Robert Menzies (primo ministro e tesoriere)
- Richard Casey (ministro dell'Approvvigionamento)
- Geoffrey Street (ministro della Difesa)
- George McLeay (ministro del Commercio)
- Henry Gullett (ministro dell'Informazione)
- William Hughes (procuratore generale)[29]

Nel novembre 1939 il Dipartimento della Difesa venne diviso. Street divenne ministro dell'Esercito, Menzies divenne anche ministro del Coordinamento della Difesa e altri tre ministri si unirono al governo di guerra:
- James Fairbairn (ministro dell'Aeronautica)
- Frederick Stewart (ministro della Marina)
- Harry Foll (ministro dell'Interno)[30]

Dopo la morte di Fairbairn e Gullett nel disastro aereo di Canberra del 1940 e la perdita di seggi nelle elezioni federali australiane del 1940, il governo di guerra dell'ottobre 1940 era composto da:
- Robert Menzies (primo ministro e ministro per il Coordinamento della Difesa)
- Arthur Fadden (tesoriere)
- John McEwen (ministro dell'Aeronautica)
- Percy Spender (ministro dell'Esercito)
- Billy Hughes (procuratore generale e ministro della Marina)
- Harry Foll (ministro dell'Interno)
- Philip McBride (ministro per le Munizioni) (dal 26 giugno 1941)[31]

Il governo venne sostituito da uno laburista il 3 ottobre 1941. Venne formato un nuovo governo di guerra, composto da:
- John Curtin (primo ministro e ministro per il Coordinamento della Difesa)
- Frank Forde (ministro dell'Esercito)
- Ben Chifley (tesoriere)
- H. V. Evatt (procuratore generale e ministro degli Affari Esteri)
- Jack Beasley (ministro dell'Approvvigionamento)
- Norman Makin (ministro della Marina e ministro delle Munizioni)
- Arthur Drakeford (ministro dell'Aeronautica)
- John Dedman (ministro dell'Interno) (dall'11 dicembre 1941)[32]

Frederick Shedden, il segretario permanente del Dipartimento della Difesa, fu segretario del governo di guerra, che si riunì regolarmente durante la guerra. Esso tenne la sua ultima riunione a Canberra il 19 gennaio 1946.
Mentre i governi di guerra australiani includevano solo membri del partito di governo, l'Advisory War Council, istituito nell'ottobre 1940, comprendeva anche membri dell'opposizione. Questo organo non aveva poteri esecutivi, ma dalla formazione del governo laburista nell'ottobre 1941 venne concordato che le sue decisioni sarebbero state trattate come decisioni del governo di guerra, con solo alcune questioni formalmente deferite al governo di guerra per una decisione separata. Di conseguenza, l'Advisory War Council ebbe un'influenza significativa sullo sforzo bellico dell'Australia.

## Stati Uniti
In risposta agli attacchi dell'11 settembre, il presidente George W. Bush creò un governo di guerra. Esso si riunì a Camp David nel fine settimana del 15 settembre per dare forma a quella che è diventata la guerra al terrorismo. La composizione era per lo più, ma non del tutto, identica a quella del Consiglio per la sicurezza nazionale degli Stati Uniti.
Il governo comprendeva:
- Presidente – George W. Bush
- Vice Presidente – Dick Cheney
- Segretario della Difesa – Donald Rumsfeld
- Assistente del presidente per gli affari di sicurezza nazionale (Consigliere per la sicurezza nazionale) – Condoleezza Rice
- Segretario di Stato – Colin Powell
- Direttore della Central Intelligence – George Tenet
- Capo dello stato maggiore congiunto degli Stati Uniti – Hugh Shelton
- Procuratore generale – John Ashcroft
- Segretario al Tesoro – Paul O'Neill
- Consigliere del Presidente – Karen Hughes
- Portavoce della Casa Bianca – Ari Fleischer
- Direttore del Federal Bureau of Investigation – Robert Mueller
- Vice Segretario della Difesa – Paul Wolfowitz
- Capo di gabinetto della Casa Bianca – Andrew Card

Durante la crisi dei missili di Cuba dell'ottobre 1962, l'EXCOMM del presidente John F. Kennedy aveva alcune caratteristiche di un governo di guerra.